# Silk Air
The Regional Wing of Singapore Airlines
Silk Air (code AITA : MI ; code OACI : SLK) est une compagnie aérienne de Singapour. Elle disparaît en 2021 en fusionnant avec Singapore Airlines.

## Histoire
Son origine remonte à Tradewinds Pte Ltd (fondée en 1975) mais qui n'a créé une compagnie aérienne que le 21 février 1989. Ce transporteur a été rebaptisé SILKAIR le 1er avril 1992. Sa subdivision qui s'occupait du tourisme est alors devenue une filiale à 100 % de Silk Air et a conservé le nom de Tradewinds Tours & Travel Pte. Ltd.
Un Boeing 737 de la compagnie s'est écrasé le 19 décembre 1997 alors qu'il effectuait la liaison entre Jakarta et Singapour. D'après le NTSB, le crash du vol 185 est à l'origine un suicide du pilote. 
Il a été annoncé en 2018 que la compagnie SilkAir serait fusionné avec Singapore Airlines vers fin 2020 ou début 2021.

## Destinations
Silk Air dessert en 2004, 29 destinations en Indonésie, Chine, Cambodge, Inde, Australie, Birmanie, les Philippines, Thaïlande, Viêt Nam et Singapour.

## Flotte

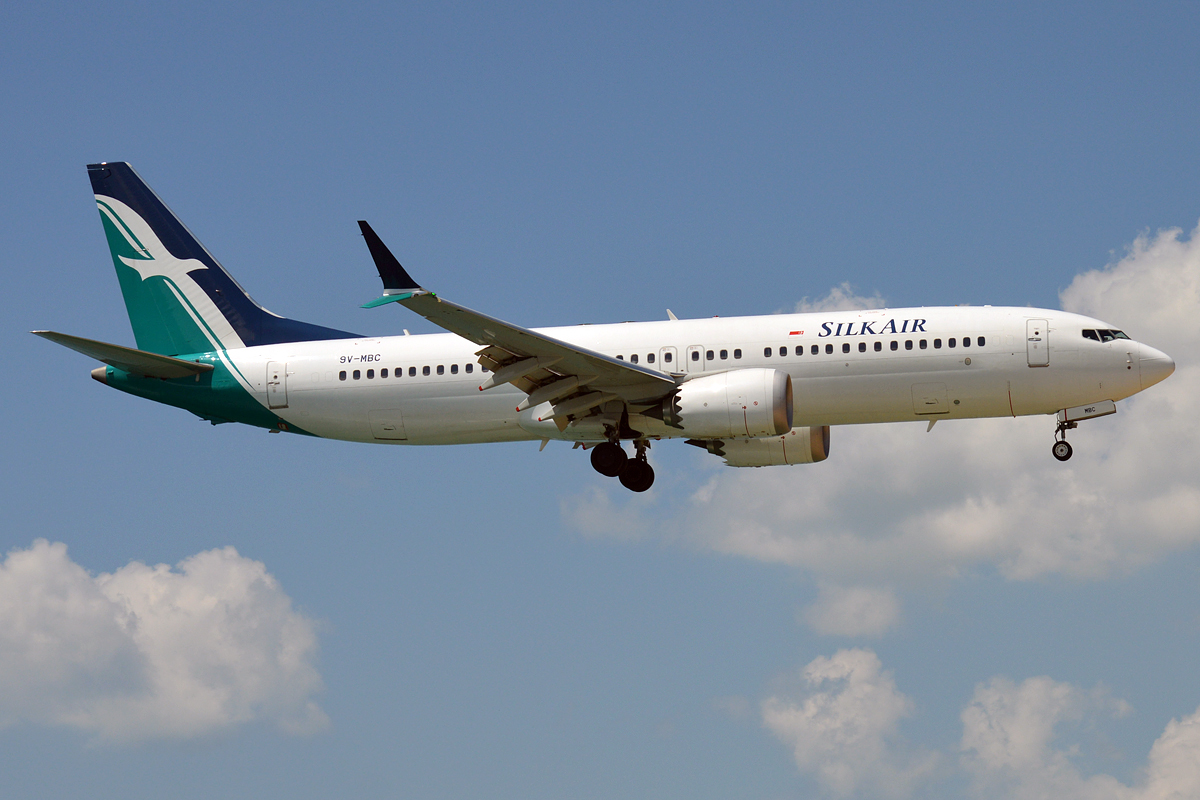
Boeing 737-8 MAX de SilkAir, (9V-MBC)

Au 30 mars 2017, la flotte de Silk Air, d'une moyenne d'âge de 4,3 ans, est composée de :

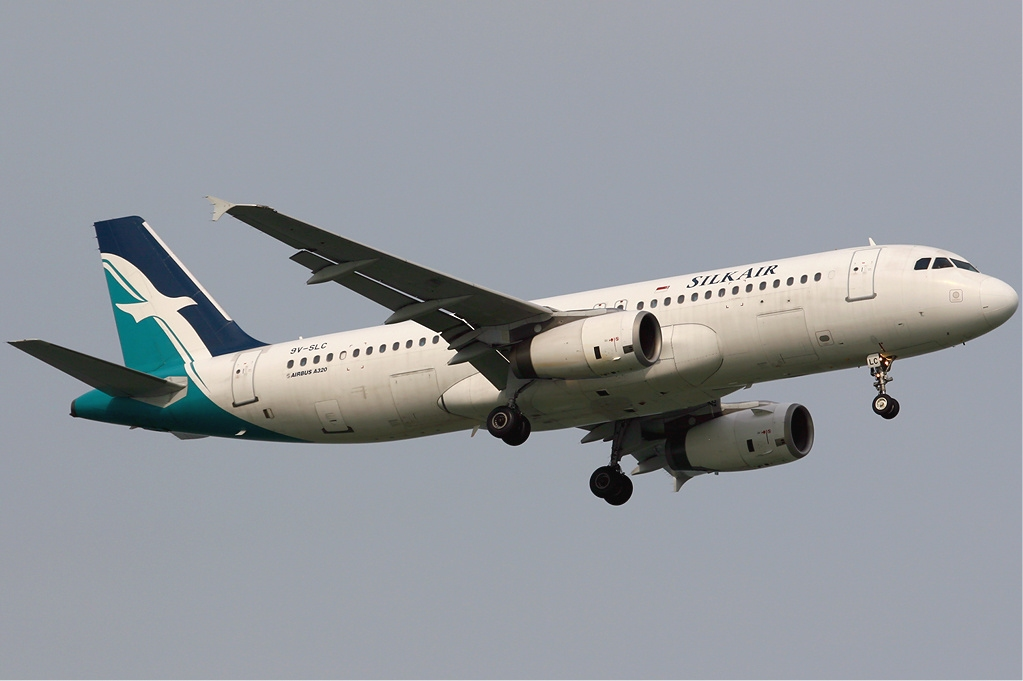
Airbus A320-200 de SilkAir